# Mešita v Keturiasdešimt Totorių
Mešita v Keturiasdešimt Totorių (litevsky Keturiasdešimt Totorių mečetė) je dřevěná tatarská mešita z 19. století postavená etnikem Lipků poblíž Vilniusu, hlavního města Litvy. V areálu mešity se nachází hřbitov. Mešita je od roku 1996 kulturní památkou Litvy.

## Historie
Předpokládá se, že první mešita byla na tomto místě postavena za vlády litevského velkoknížete Vytautase Velikého (1401–1430), když se zde usadili propuštění tatarští zajatci po válce se Zlatou hordou. Název obce Keturiasdešimt Totorių znamená 40 Tatarů. Název podle tradice vznikl tak, že se zde usadilo 10 Tatarů, kteří měli 4 manželky. Současná mešita byla postavena v roce 1815.

## Popis
Mešita má stěny z dřevěných kladí, vyztužené svislými dřevěnými svorkami. V horní části střechy se nachází malá minaretová věžička. Minaret je osmiboký, cibulovitého tvaru a je zakončený půlměsícem.

## Galerie
- Mešita v pohledu od hřbitova.
- Mešita v létě.
- Fotografie mešity z roku 1938.